# Arroyo Don Esteban
El Arroyo Don Esteban o Don Esteban Grande es un curso de agua uruguayo que atraviesa el departamento de Río Negro perteneciente a la cuenca hidrográfica del Río de la Plata.
Nace en la Cuchilla de Haedo y desemboca en el río Negro tras recorrer alrededor de 71 km.